# المشروع (المفتاح)

تعديل مصدري - تعديل

المشروع هي إحدى قرى عزلة الجبر الاعلى بمديرية المفتاح التابعة لمحافظة حجة، بلغ تعداد سكانها 258 نسمة حسب تعداد اليمن لعام 2004.